# Baralla (ort)
Baralla är en ort i Spanien.   Den ligger i provinsen Provincia de Lugo och regionen Galicien, i den nordvästra delen av landet, 400 km nordväst om huvudstaden Madrid. Baralla ligger 484 meter över havet och antalet invånare är 3 146.
Terrängen runt Baralla är huvudsakligen lite kuperad. Baralla ligger nere i en dal. Runt Baralla är det ganska glesbefolkat, med 21 invånare per kvadratkilometer. Närmaste större samhälle är Sarria, 17,9 km sydväst om Baralla. Omgivningarna runt Baralla är en mosaik av jordbruksmark och naturlig växtlighet.